# Emil Korytko

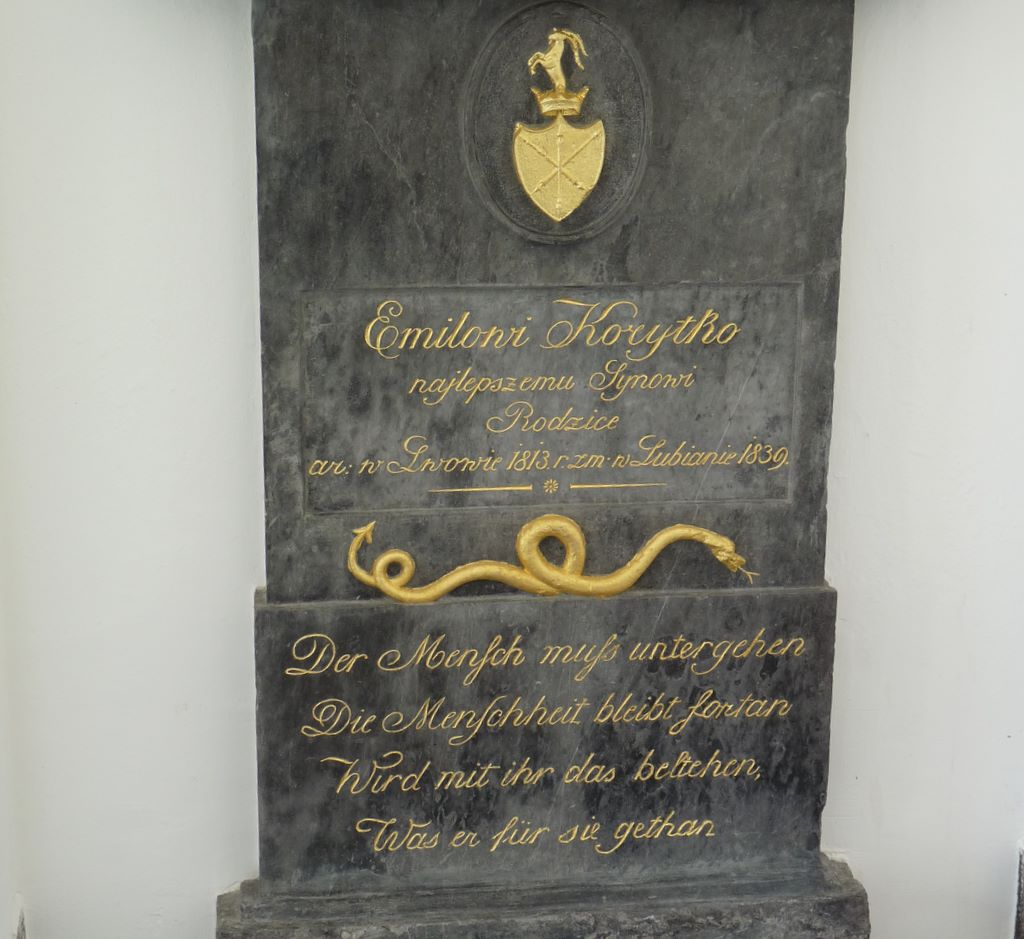
Tablica nagrobna w Lublanie

Emil Antoni Korytko herbu Jelita (ur. 7 września 1813 we Lwowie, zm. 31 stycznia 1839 w Lublanie) – polski etnograf, powstaniec, działacz niepodległościowy.

## Biografia
Urodził się w rodzinie szlacheckiej jako syn Józefa Stanisława i Rudolfiny z Rubczyńskich. Studiował filozofię we Lwowie. Był uczestnikiem powstania listopadowego. Na podstawie donosu został zatrzymany w 1837 we Lwowie, mimo szczegółowego dochodzenia nie znaleziono dowodów obciążających; za działalność konspiracyjną, został zesłany na przymusowy pobyt w Lublanie wraz z Bogusławem Horodyńskim.
Po osiedleniu się w Słowenii szybko poznał tamtejsze środowisko społeczne i zawarł nowe znajomości. Korytko pokazał Słoweńcom jak ważna jest świadomość narodowa i kultura ludowa; zaczął zbierać tamtejsze legendy i pieśni. Potrafił działać w duchu narodowym słoweńskim w czasie, kiedy nikt jeszcze nie słyszał o słoweńskiej narodowości.
23 czerwca 1838 wydał odezwę do Słoweńców (Der freuden des Slaventhums in Krain), w której nawoływał do zbierania słoweńskiego dziedzictwa ludowego. Z pomocą słoweńskich naukowców wydał rozprawę dotyczącą słoweńskiej kultury ludowej – Ein Wort über das Volkslied in Krain (opublikowana w 1838 w czasopiśmie „Oust und West” jako zapowiedź jego późniejszej pracy). Jego zbiory folklorystyczne stały się zawiązkiem oddziału strojów ludowych w lublańskim „Rudolphinum”.
Najważniejszym dziełem Korytki są Sloveńske pésni krajnskiga naroda, wydane w 5 tomach w latach 1839–1844.
Popularyzował również polską literaturę w Słowenii, czym rozbudził własny ruch literacki miejscowych uczonych (przyjaźnił się m.in. z Francem Prešerenem, na którego wywarł duży wpływ, m.in. zaznajomił go szeroko z postacią Mickiewicza). Ogniskiem ruchu narodowego był dom w którym mieszkał adwokat słoweński Blaž Crobath (ożeniony z Polką), z którym Korytko utrzymywał przyjacielskie stosunki. Jego działalność była nadzorowana przez policję. Jako działacz rewolucyjny był niewygodny dla tamtejszych władz. W Lublanie dowiedział się o ruchu iliryjskim i został jego gorącym zwolennikiem. Uważał, że należy ochraniać język słoweński.
Postać Emila Korytki jest mało znana w Polsce, jego nazwisko zniknęło z życia literackiego po II wojnie światowej. Zupełnie inaczej rzecz ta ma się w Słowenii, gdzie wkład polskiego badacza do dziś jest mocno doceniany i podkreślany, a nauka o tej postaci jest nieodzownym elementem szkolnym już od podstawówki. W Lublanie znajduje się ulica jego imienia (ulica Korytkova, gdzie znajduje się Centrum Kliniczne).
Zmarł na tyfus w Lublanie i został tam pochowany na Cmentarzu w Navje.
W dwusetną rocznicę urodzin w 2013 Ambasada RP w Lublanie ufundowała okolicznościowy znaczek pocztowy oraz przygotowała obszerną wystawę planszową poświęconą dorobkowi i spuściźnie Emila Korytki
Poczta Polska wyemitowała 6 marca 2023 znaczek pocztowy upamiętniający Emila Korytkę, o nominale 3,90 zł. Wydrukowano 128 000 sztuk, techniką offsetową, na papierze fluorescencyjnym. Autorem projektu znaczka był Marko Prah.